# Wurster Nordseeküste
Wurster Nordseeküste est une commune allemande de l'arrondissement de Cuxhaven, dans le land de Basse-Saxe.

## Quartiers
- Cappel
- Dorum
- Midlum
  - Kransburg
- Misselwarden
- Mulsum
- Nordholz
  - Cappel-Neufeld
- Padingbüttel
- Wremen

## Personnalités liées à la ville
- Vincent Lübeck (1654-1740), compositeur baroque né à Padingbüttel.
- Johann Georg Repsold (1770-1830), astronome, né à Wremen.
- Johann Finckh (1807-1867), juge né à Dorum.
- Bernhard von Langenbeck (1810-1887), chirurgien né à Padingbüttel.
- Ernst Friedrich Adickes (1811-1878), homme politique né à Cappel

## Source, notes et références
- (de) Cet article est partiellement ou en totalité issu de l’article de Wikipédia en allemand intitulé « Wurster Nordseeküste » (voir la liste des auteurs).